# 만델라 반 피블스
만델라 밴피블스(Mandela Van Peebles, 1994년 6월 4일 ~ )는 미국의 배우, 영화 제작자이다.
로스앤젤레스에서 태어났다.

## 작품 목록

### 영화 출연
- Baadasssss! (2003)
- 아메리칸 워십 (2011, American Warships)
- We the Party (2012)
- USS 인디애나 폴리스 (2016)
- 직쏘 (2017) - 미치 역

### 영화 제작
- 암드 (2018)

### 텔레비전 출연
- 메이어 오브 킹스타운 (2021)